# Associação Atlética Mackenzie College
Maillots
L'Associação Atlética Mackenzie College, communément appelée Mackenzie College, était une équipe de football brésilienne de la ville de São Paulo, dans l'État de São Paulo. Le club participe à plusieurs reprises au championnat de São Paulo de première division.

## Histoire
L'Associação Atlética Mackenzie College est fondée le 18 août 1898. Belfort Duarte (en) est l'un des fondateurs du club.
Le club participe à plusieurs reprises au championnat de São Paulo de première division au cours des années 1900 et 1910.
Le club fusionne avec celui de Portuguesa en 1920.